# Arisarum
Arisarum (arísaro) é um género botânico da família das aráceas. Inclui as espécies Arisarum vulgare e Arisarum proboscideum. Têm um caule subterrâneo tuberoso ( rizoma tuberoso). A inflorescência é curva, com a espata a envolver por completo a base do espádice.

## Espécies
- Arisarum proboscideum
- Arisarum simorrhinum
- Arisarum vulgare